# Luxiaria hapala
Luxiaria hapala är en fjärilsart som beskrevs av Reginald James West 1929.
Luxiaria hapala ingår i släktet Luxiaria och familjen mätare. Inga underarter finns listade i Catalogue of Life.